# Virginia Farmer
Virginia Farmer (ur. 19 października 1975 w San Luis Obispo) – pływaczka z Samoa Amerykańskiego. Wystąpiła na Letnich Igrzyskach Olimpijskich 2008 w Pekinie.

## Wyniki olimpijskie
| Igrzyska   | Konkurencja          | Czas  | Wyścig                  | Wynik |
| ---------- | -------------------- | ----- | ----------------------- | ----- |
| Pekin 2008 | 50 m stylem dowolnym | 28.82 | Czwarty pierwszej rundy | 3.    |